# 達勒姆鎮區 (堪薩斯州渥太華縣)
達勒姆鎮區（英語：Durham Township）為美國堪薩斯州渥太華縣轄下的鎮區。2010年美国人口普查中此鎮區人口有21人。

## 地理
達勒姆鎮區涵蓋總面積為92.7平方（35.78平方英里），其中陸地面積為92.7平方（35.78平方英里），水域面積為0平方（0.00平方英里）或0.00%。

## 人口統計
根據2010年美國人口普查，達勒姆鎮區人口有21人，其中男性有13人，女性有8人，人口密度為每平方公里0.23人，住房計11戶。鎮區內的白人有19人，非裔美國人有0人，美洲原住民有0人，亞裔美國人有1人，太平洋島裔美國人有0人，其他種族有1人，混血種族則有0人。此外鎮區內有0人為西班牙裔或拉丁裔美國人。此鎮區之年齡中位數為52.5歲，而男性年齡中位數為48.3歲，女性年齡中位數為61.5歲。